# ميكي ليفي
ميكي ليفي (بالعبرية: מיקי לוי، من مواليد 21 يونيو 1951) سياسي إسرائيلي يشغل منصب عضو في الكنيست لهناك مستقبل وشغل منصب نائب وزير المالية بين عامي 2013 و 2014 وقبل دخوله معترك السياسة كان ضابط في الشرطة.

## اصوله الكردية ودعم دولة فلسطين
بخصوص الدولة الفلسطينية ومستقبل عملية السلام، قال ليفي: "على الفلسطينيين التفكير بالمستقبل، وتحديد خياراتهم فيما إذا كانوا يريدون السلام أم لا؟ بالنسبة لنا كإسرائيليين نفكر مليا في مستقبلنا، ونؤمن تماما بأن مستقبل أبنائنا وأبناء الفلسطينيين يكمن في التوصل إلى السلام"، ماضيا بالقول: "لأني كردي أدعم قيام الدولة الفلسطينية".